# Frullania bicornistipula
Frullania bicornistipula là một loài Rêu trong họ Jubulaceae. Loài này được Spruce mô tả khoa học đầu tiên năm 1884.